# Xanthosoma wendlandii
Xanthosoma wendlandii är en kallaväxtart som först beskrevs av Heinrich Wilhelm Schott, och fick sitt nu gällande namn av Paul Carpenter Standley. Xanthosoma wendlandii ingår i släktet Xanthosoma och familjen kallaväxter. Inga underarter finns listade.